# Will Tudor
Pour les articles homonymes, voir Tudor.
William James Sibree « Will » Tudor (né à Londres le 11 avril 1987) est un acteur britannique. Il est surtout connu pour avoir interprété le rôle d'Olyvar dans la série télévisée Game of Thrones, de la saison 3 à la saison 5. Il est également apparu dans les séries télévisées The Red Tent, Humans, Shadowhunters et La Roue du temps.

## Filmographie

### Cinéma
- 2014 : Vampire Academy : Élève
- 2014 : Bonobo : Toby
- 2016 : Tomorrow : Tristan

### Télévision
- 2013 : De grandes espérances : Le fan d'Estella
- 2013–2015 : Game of Thrones : Olyvar
- 2013 : Doctors : Sam Reid jeune
- 2014 : In The Club : Jack Moorhouse
- 2014 : The Red Tent : Joseph
- 2015-2018 : Humans : Odi
- 2016 : Mr Selfridge : Frank Whiteley
- 2017-2018 : Shadowhunters : Sebastian Verlac/Jonathan Christopher Morgenster[1]
- 2023 : La Roue du temps: Barthanes Damodred